# Jogarbola
Jogarbola (JGBL ; tiếng Nhật :ジョガボーラ) là một công ty sản xuất thiết bị thể thao có trụ sở tại Nhật Bản và được thành lập vào năm 2016. Thương hiệu này được điều hành bởi Soccer.com Inc và đã tài trợ cho một số đội thể thao chuyên nghiệp, chủ yếu ở Nhật Bản và Việt Nam. 
Hiện nay, Tập đoàn Động Lực là bên phân phối và độc quyền những sản phẩm do hãng này sản xuất tại thị trường Việt Nam.

## Tài trợ

### Ủy ban Olympic
- Việt Nam (2019–nay)

### Bóng đá

#### Đội tuyển quốc gia

##### Liên đoàn bóng đá châu Á (AFC)
- Việt Nam[3] (2024–2027)
- Myanmar[4] (2025–2029)
- Lào (2025–2029)

#### Câu lạc bộ

##### Đang tài trợ
- Ehime FC[5]
- Tokyo 23 FC[5]
- FC Tiamo Hirakata[5]
- Toko Customs United
- Công an Hà Nội[6] (2018, 2022, 2025–nay)
- Hà Nội (2021–nay)
- Thành phố Hồ Chí Minh[7] (2023–nay)
- PVF (2025–nay)
- PVF–CAND (2024–nay)

##### Từng tài trợ
- Đông Á Thanh Hóa[8] (2019–2025)
- Hải Phòng (2019–2024)
- Quảng Nam (2019–2020)

### Giải đấu
- V.League 1 (2019–nay)

### Bóng chuyền

#### Đội tuyển quốc gia
- Nữ Việt Nam (2019–nay)
- Việt Nam (2022–nay)